# Twelve Inch Club
Twelve Inch Club — другий із чотирьох міні-альбомів норвезького гурту a-ha, виданих ексклюзивно в Японії. Вийшов 1985 року.

## Музиканти
- Пол Воктор-Савой (Paul Waaktaar-Savoy) (6 вересня 1961) — композитор, гітарист, вокалист.
- Магне Фуругольмен (Magne Furuholmen) (1 листопада 1962) — клавішник, композитор, вокаліст, гітарист.
- Мортен Гаркет (Morten Harket) (14 вересня 1959) — вокаліст.

## Композиції
| #  | Назва                                                | Тривалість |
| -- | ---------------------------------------------------- | ---------- |
| 1. | «Train of Thought (Steve Thompson Mix)»              | 7:03       |
| 2. | «And You Tell Me (Demo Version)»                     | 1:55       |
| 3. | «The Sun Always Shines On T.V. (Steve Thompson Mix)» | 8:25       |
| 4. | «Train Of Thought (Dub Version)»                     | 8:35       |